# غياث الدين خاي خسرو
غياث الدين خي خسرو (حوالي 1338 م وما بعدها) كان بحكم الأمر الواقع أميرًا إنجويًّا، وهو ابن مؤسس أسرة شرف الدين محمود شاه.
أرسله والده مندوبًا إلى شيراز حين استقر في بلاط السلطانية سنة 1326م. في عام 1334 م عُزل والده، الحاكم الفخري على الرغم من غيابه، لأسباب غير معروفة وعُين ضابط مغولي إلخاني مسلم يدعى أمير مظفر عناق في مكانه. بعد محاولة اغتيال مظفر، سُجن محمود وابنه الأكبر مسعود شاه جلال الدين. ثم في سنة 1335 م ذهب مظفر إلى فارس، ولكن في شيراز رفض غياث الدين خاي خسرو تسليم السلطة له، واستمرا بالمفاوضات حتى نهاية العام عندما علم بوفاة خان أبي سعيد بهادر خان، فأسر غياث الدين الأمير مظفر وأرسله إلى بلاط السلطانية.
وفي الوقت نفسه، توجه مسعود شاه جلال الدين أيضًا إلى شيراز لتولي إدارة الولاية، لكن غياث رفض أيضًا تسليمه الحكومة. وبعد وفاة أبيهما محمود (سنة 1336 م)، لم يمض وقت طويل حتى اندلع القتال بين الأخوين. قام غياث الدين خاي خسرو بقتل وزير أخيه، ولكن في عام 1337 أو 1338 م تمكن مسعود من هزيمة أخيه وسجنه في قلعة صفيد (فارس) مع أخ ثالث كان يسانده وهو محمد شمس الدين.
تُوفي غياث الدين خاي خسرو في الأسر سنة 1338 م.